# Consonante labio-uvular
Las consonantes labio-uvulares son consonantes doblemente articuladas que ocurren en dos Puntos de articulación, los labios y la úvula. Han sido atestiguados en lese, una lengua mangbutu-efé hablada en la República Democrática del Congo y Uganda.

## Oclusiva labio-uvular
Se atestigua una oclusiva labio-uvular, [q͡p], que está presente en el idioma lese y ocurre como un alófono de /q͡ɓ/, que probablemente sea otra oclusiva labio-uvular con un descenso significativo y una liberación fuerte. La oclusiva labio-uvular estándar también se encuentra en Iha.